# Vendée Globe 2008-2009

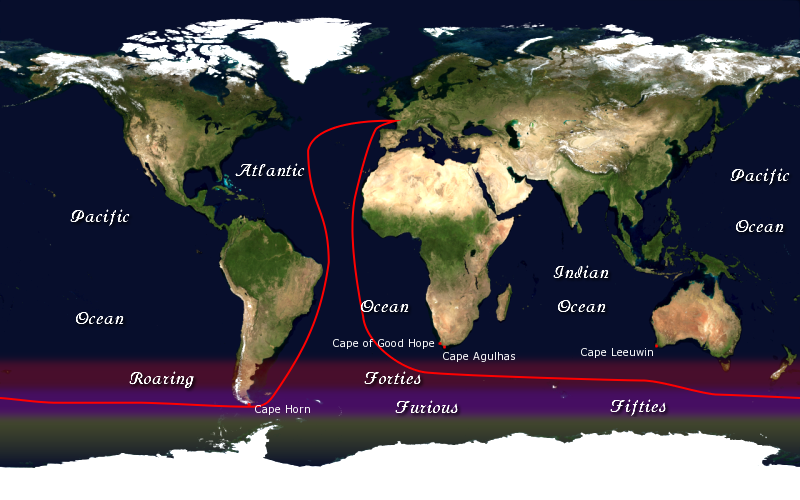
De route van de Vendée Globe

De Vendée Globe 2008-2009 was de zesde editie van de non-stop solowedstrijd zeilen om de wereld. Op 9 november 2008 gingen dertig boten in Les Sables-d'Olonne van start om zo'n drie maanden later daar weer terug te keren na een tocht om de wereld. Winnaar werd de Fransman Michel Desjoyeaux in een recordtijd van ruim 84 dagen, drie dagen sneller dan het vorige record. Hij kwam op 1 februari 2009 over de finish. Desjoyeaux is de eerste zeiler die deze race voor de tweede keer won. De elfde en laatste boot arriveerde op 15 maart 2009.
Om de race nog veiliger te maken waren opnieuw extra maatregelen genomen. Zo mocht er in de Zuidelijke Oceaan minder zuidelijk worden gevaren dan tot dan toe gebruikelijk om minder kans te hebben om in ijsvelden terecht te komen. Ook werd er dichter langs Australië en Nieuw-Zeeland gevaren zodat de boten beter binnen bereik zijn van de reddingsorganisaties van die landen.

## Deelnemers en eindstand
Veertien zeilers hadden al eerder deelgenomen en dit keer deden ook twee oud-winnaars mee; Michel Desjoyeaux, die de editie 2000/2001 won, en Vincent Riou, winnaar van de vorige editie. Marc Thiercelin ging voor de vierde keer van start.

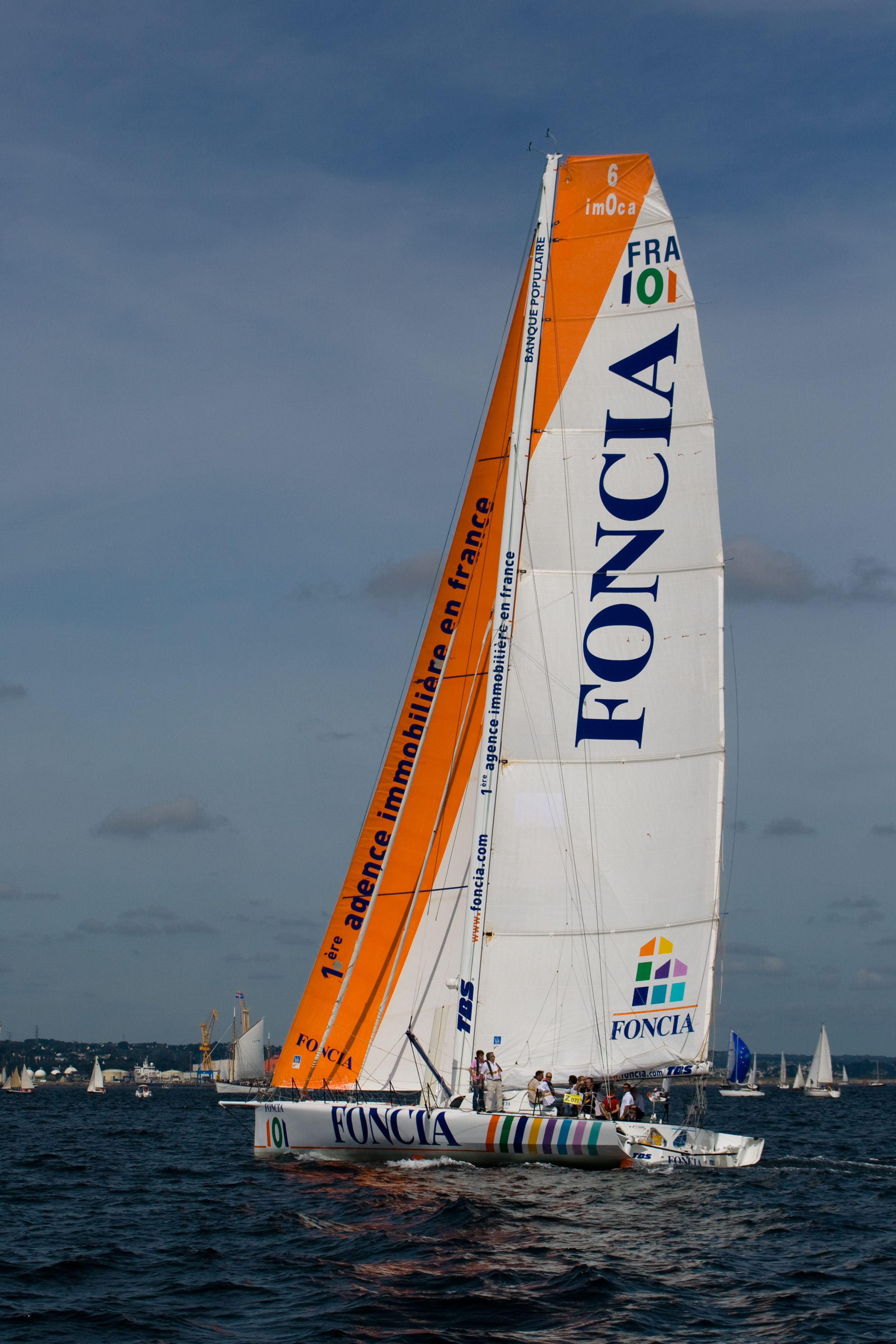
Winnaar Michel Desjoyeaux met zijn "Foncia"

| Eindstand | Eindstand         | Eindstand             | Eindstand     | Eindstand                |
| Plaats    | Zeiler            | Boot                  | Nationaliteit | Afstand/Tijd             |
| --------- | ----------------- | --------------------- | ------------- | ------------------------ |
| 1         | Michel Desjoyeaux | Foncia                | FRA           | 84 d, 3 u, 9 m en 8 s    |
| 2         | Armel Le Cléac’h  | Brit Air              | FRA           | 89 d, 9 u, 39 m en 35 s  |
| 3         | Marc Guillemot    | Safran                | FRA           | 95 d, 3 u, 19 m en 36 s  |
| 3         | Vincent Riou      | PRB                   | FRA           | *                        |
| 4         | Samantha Davies   | Roxy                  | GBR           | 95 d, 4 u, 39 m en 1 s   |
| 5         | Brian Thompson    | Pindar                | GBR           | 98 d, 20 u, 29 m en 55 s |
| 6         | Dee Caffari       | Aviva                 | GBR           | 99 d, 1 u, 10 m en 57 s  |
| 7         | Arnaud Boissières | Akena Verandas        | FRA           | 105 d, 2 u, 33 m en 50 s |
| 8         | Steve White       | Spirit of Weymouth    | GBR           | 109 d, 0 u, 36 m en 55 s |
| 9         | Rich Wilson       | Great American III    | USA           | 121 d, 0 u, 41 m en 19 s |
| 10        | Raphaël Dinelli   | Fondation Ocean Vital | FRA           | 125 d, 2 u, 32 m en 24 s |
| 11        | Norbert Sedlacek  | Nauticsport-Kapsch    | AUT           | 126 d, 5 u, 31 m en 56 s |

* De Fransman Vincent Riou heeft tijdens de reddingsactie van Jean Le Cam zijn mast dermate beschadigd dat hij niet verder kon zeilen. Hij lag toen op de derde plaats. Hij heeft dit gemeld aan de jury en aangegeven dat hij de schade niet eigenhandig op volle zee kon repareren. De jury ging hiermee akkoord en plaatste hem op de gedeelde derde plaats in de eindstand. Dit had geen gevolg voor de posities van de overige gefinishten.
| Opgaven | Opgaven                | Opgaven                    | Opgaven       | Opgaven                               | Opgaven          |
| Plaats  | Zeiler                 | Boot                       | Nationaliteit | Reden                                 | Tijdstip         |
| ------- | ---------------------- | -------------------------- | ------------- | ------------------------------------- | ---------------- |
| -       | Roland Jourdain        | Veolia Environnement       | FRA           | kiel zwaar beschadigd                 | 02-02-2009 13:00 |
| -       | Jean Le Cam            | VM Matériaux               | FRA           | gekapseisd na aanvaring met container | 06-01-2009 18:10 |
| -       | Jonny Malbon           | Artemis                    | GBR           | problemen met het hoofdzeil           | 04-01-2009 10:00 |
| -       | Jean-Pierre Dick       | Paprec-Virbac 2            | FRA           | roer beschadigd na aanvaring          | 01-01-2009 15:36 |
| -       | Derek Hatfield         | Algimouss Spirit of Canada | CAN           | mast beschadigd na kapseizen          | 29-12-2008 15:27 |
| -       | Sébastien Josse        | BT                         | FRA           | roer beschadigd na kapseizen          | 29-12-2008 14:00 |
| -       | Yann Eliès             | Generali                   | FRA           | gebroken been                         | 20-12-2008 11:00 |
| -       | Mike Golding           | Ecover 3                   | GBR           | mast afgebroken                       | 16-12-2008 07:47 |
| -       | Jean-Baptiste Dejeanty | Groupe Maisonneuve         | FRA           | defecte automatische piloot           | 16-12-2008 07:15 |
| -       | Loïck Peyron           | Gitana Eighty              | FRA           | mast afgebroken                       | 15-12-2008 18:10 |
| -       | Bernard Stamm          | Cheminées Poujoulat        | SUI           | problemen met het roer                | 15-12-2008 17:03 |
| -       | Dominique Wavre        | Temenos                    | SUI           | kiel beschadigd                       | 13-12-2008 14:15 |
| -       | Unai Basurko           | Pakea Bizkaia              | ESP           | gebroken roer                         | 07-12-2008 13:34 |
| -       | Jérémie Beyou          | Delta Dore                 | FRA           | mast afgebroken                       | 26-11-2008 01:08 |
| -       | Alex Thomson           | Hugo Boss                  | GBR           | schade na aanvaring                   | 13-11-2008 13:30 |
| -       | Marc Thiercelin        | DCNS                       | FRA           | mast afgebroken                       | 26-11-2008 10:00 |
| -       | Yannick Bestaven       | Energies Autour du Monde   | FRA           | mast afgebroken                       | 11-11-2008 19:20 |
| -       | Kito de Pavant         | Groupe Bel                 | FRA           | mast afgebroken                       | 11-11-2008 09:31 |